# Michigan-Territorium
Das Michigan-Territorium war ein Hoheitsgebiet der Vereinigten Staaten, das vom 30. Juni 1805 bis zum 26. Januar 1837 bestand. Danach wurde das Territorium als 26. Bundesstaat mit dem Namen Michigan in die Union aufgenommen. Die Hauptstadt war Detroit.

## Geschichte

### Vorgeschichte
Nach der Ankunft der Europäer war das Gebiet, das später zum Michigan-Territorium wurde, zuerst unter französischer und dann unter britischer Kontrolle. Nach dem Amerikanischen Unabhängigkeitskrieg hatten mehrere Staaten konkurrierende Ansprüche auf das Land in der Region erhoben. 1779 errichtete Virginia das Illinois County, welches das ganze Land östlich des Mississippi Rivers, nördlich des Ohio Rivers und westlich der Appalachen umfasste. Allerdings hatte die County-Regierung nie tatsächlich die volle Kontrolle über das gesamte Gebiet, sondern nur über einige alte französische Siedlungen entlang der Hauptströme. Andere Staaten beanspruchten ebenfalls Teile von dem, was später Michigan werden sollte, einschließlich der Staaten New York, Connecticut und Massachusetts.
Die Staaten traten dann 1787 ihre Ansprüche ab und der Kontinentalkongress erließ die Northwest Ordinance, die das Nordwest-Territorium schuf. Die Region, die später Michigan werden sollte, war anfänglich unorganisiertes Territorium. Am 20. Juni 1790 wurde das Knox County errichtet, welches die westliche Hälfte der Unteren Halbinsel und den größten Teil der Oberen Halbinsel von Michigan umfasste. 1792 wurde das Hamilton County um den östlichen Teil von Michigan, der nicht Teil des Knox Countys war, erweitert. Am 15. August 1796 wurde das Wayne County aus Teilen des Knox und Hamilton County errichtet und umfasste den größten Teil des späteren Michigan-Territoriums sowie Teile des Gebiets, auf dem heute Ohio, Indiana, Illinois und Wisconsin liegen.
Als 1800 eine eigenständige Regierung im Nordwest-Territorium etabliert wurde, wurde die westliche Hälfte von Michigan dem Indiana-Territorium angefügt. Das Wayne County wurde auf den östlichen Teil von Michigan reduziert und blieb Teil des Nordwest-Territoriums. Das Knox County ging an das Indiana-Territorium über und seine Grenzen wurden 1801 auf das meiste des westlichen Teils der „Unteren Halbinsel“ und ein kleines Stück der „Oberen Halbinsel“ erweitert. Das St. Clair County, ein anderes County des Indiana-Territoriums, wurde um den westlichen Teil der „Oberen Halbinsel“ und ein kleines Stück der „Unteren Halbinsel“ entlang des Ufers des Michigansees erweitert.
Als Ohio 1803 als 17. Bundesstaat in die Union aufgenommen wurde, wurde die östliche Hälfte von Michigan dem Indiana-Territorium angefügt. Zu dieser Zeit hörte das alte Wayne County praktisch auf zu existieren. Danach wurde das Wayne County ein zweites Mal wieder erschaffen und zwar aus Teilen des Knox und St. Clair County, dem die ganze „Untere Halbinsel“, viel von der „Oberen Halbinsel“ sowie Teile des heutigen Illinois, Indiana und Wisconsin angehörten.

### Organisation

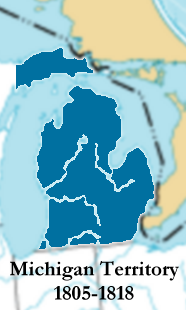
Die westliche Grenze bildete eine Linie durch den Michigansee (1805–1818)

Das Michigan-Territorium wurde durch ein am 11. Januar 1805 verabschiedetes Gesetz im US-Kongress geschaffen, wobei es eigentlich erst am 30. Juni 1805 wirksam wurde. Das Gesetz definierte das Territorium als „das gesamte Gebiet im Indiana-Territorium, das nördlich einer Linie liegt, die nach Osten hin von der südlichen Biegung oder Extrem des Michigansees gezeichnet und dann vom Eriesee geschnitten wird sowie östlich einer gezeichneten Linie, die von der genannten südlichen Biegung durch die Mitte des Sees zu seinem nördlichen Ende führt und von dort genau nordwärts zu der nördlichen Grenze der Vereinigten Staaten führt.“ Eine historische Markierung am Straßenrand, ungefähr drei Meilen östlich des Naubinway bei 46° 5′ 50″ N, 85° 23′ 51″ W, gedenkt den nördlichsten Punkt des Michigansees, der sich eine Meile westlich von dem Punkt befindet.
Der erste Territorialgouverneur William Hull schaffte das Wayne County ab und errichtete neue Distrikte nach seinen eigenen Vorstellungen, die allerdings kurzlebig waren. Lewis Cass wurde 1813 Gouverneur und machte Hulls Arbeit wieder rückgängig. Er ließ das Wayne County zum dritten Mal auferstehen, und zwar mit dem gesamten Land innerhalb des Michigan-Territoriums, das von den Ureinwohnern durch den Vertrag von Detroit aus dem Jahre 1807 abgetreten worden war.
Während des Britisch-Amerikanischen Krieges eroberte General Isaac Brock am 16. August 1812 Detroit, so dass das Michigan-Territorium zumindest nominell ein Teil Oberkanadas wurde. Am 24. August 1812 rief Colonel Henry Procter das Fortbestehen der Zivilregierung mit bestehendem Recht aus, mit Procter als kommissarischen Gouverneur und Chief Justice Augustus B. Woodward als kommissarischen Secretary. Am 4. Februar 1813 suspendierte Procter die Zivilregierung und verhängte das Kriegsrecht.

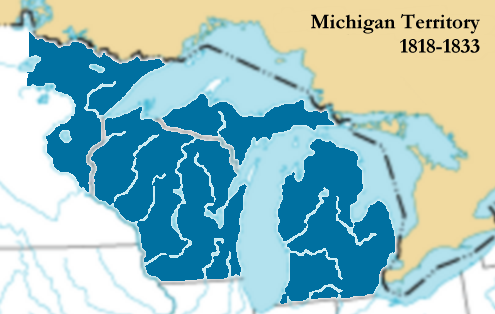
Indiana und Illinois wurden Staaten und das gemeinfreie Land beider Territorien plus einer Handvoll Gemeinden wurde Teil von Michigan (1818–1833)

Als Indiana (1816) und Illinois (1818) der Union beitraten, wurde der Rest ihrer Territorien dem Michigan-Territorium angefügt. Ein Gebiet, das 30 Gemeinden umfasste, ging vom Michigan-Territorium an Indiana über, um einen Zugang zum Michigansee zu erlauben. Bald darauf begann die Bundesregierung, Verträge mit lokalen Indianerstämmen zu unterzeichnen und deren Land zu erwerben.
1824 erhielt das Michigan-Territorium den zweiten Grad des territorialen Status, und die Machtbefugnisse gingen vom Gouverneur und einer Handvoll Richtern an die Bevölkerung über. Diese wählten 18 Männer in den Legislative Council, von denen neun durch den Präsidenten bestätigt wurden; die erste Sitzung fand am 7. Juni 1824 statt. 1825 wurde der Rat von neun auf 13 Vertreter erweitert, wobei die 13 vom Präsidenten aus 26 Kandidaten ausgesucht wurden.
Der Eriekanal wurde 1825 geöffnet und erlaubte nun Siedlern aus Neuengland und New York, Michigan auf dem Wasserweg durch Albany zu erreichen.

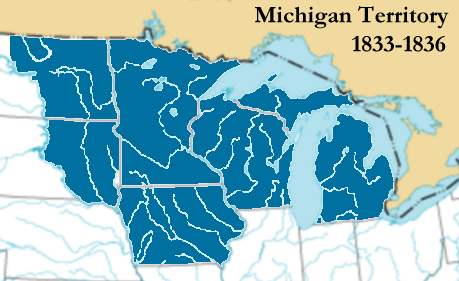
Alle Reste des alten Nordwest-Territoriums sowie des Louisiana Purchase wurden Teil von Michigan (1833–1836).

1834 wurde das noch nicht verteilte Land aus dem Louisiana Purchase, das östlich des Missouri lag (South Dakota, North Dakota, Iowa und der westliche Teil von Minnesota), dem Michigan-Territorium angefügt, ein Gebiet, das offiziell als „Nord-Missouri und der Ostteil der Missouri und White Earth Rivers“ bezeichnet wurde. An diesem Punkt umfasste das Michigan-Territorium das, was heute die Staaten Michigan, Wisconsin, Iowa, Minnesota und einen Großteil Dakotas bildet.

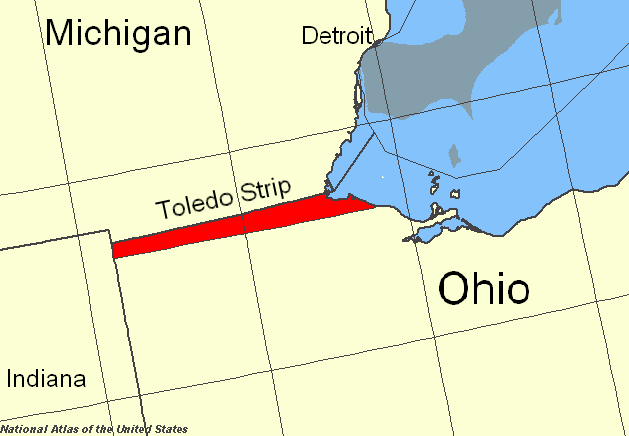
Toledo Strip

1835 brach zwischen Ohio und dem Michigan-Territorium der Toledo-Krieg aus, weil das Michigan-Territorium den umstrittenen „Toledo Strip“ behalten wollte. Das Toledo-Gebiet von Ohio wurde schließlich im Austausch für den westlichen Abschnitt der „Oberen Halbinsel“ von Michigan getauscht.
Die Sklaverei war im Territorium unter dem Northwest Ordinance verboten, jedoch wurde englischen und französischen Bewohnern erlaubt, Sklaven zu behalten, die sie zum Zeitpunkt der Gestaltung des Territoriums bereits besaßen. Volkszählungen zufolge betrug die Sklavenbevölkerung 1810 24 Personen und 1830 32 Personen. Heute wird angenommen, dass die gezählten Sklaven in vielen Fällen versklavte amerikanische Ureinwohner und nicht versklavte Afroamerikaner waren. Mit der Schaffung des Wisconsin-Territoriums 1836 schrumpfte das Michigan-Territorium. Das Wisconsin-Territorium wurde 1836 mit der gegenwärtigen Grenze in der „Oberen Halbinsel“ geschaffen.

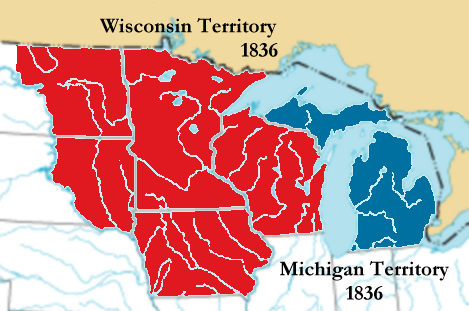
Michigan und Wisconsin-Territorium (1836)

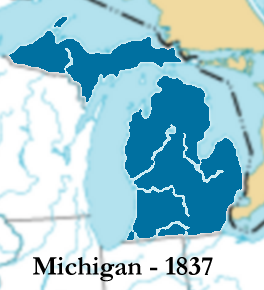
Michigan (1837)

Am 3. Juli 1836 wurde in Vorbereitung der Aufnahme von Michigan in die Union das Wisconsin-Territorium aus dem Michigan-Territorium ausgegliedert, das aus den gegenwärtigen Staaten Wisconsin, Minnesota, Iowa und dem östlichen Teil der Dakotas bestand. Michigan wurde am 26. Januar 1837 ein Staat, der die „Obere Halbinsel“, soweit nach Westen als der Montreal River als Beschlussteil im Konflikt um den Toledo Strip reichte, umfasste und Michigans Souveränität mehrere Jahre blockierte. Detroit blieb bis zum 17. März 1847 die Hauptstadt des Staates, bevor diese nach Lansing wechselte. Zum Zeitpunkt der Souveränität von Michigan wird die Bevölkerung auf etwa 200.000 geschätzt, was über der Voraussetzung des Northwest Ordinance’s Minimums von 60.000 lag.

## Gebietserwerb
Das Gebiet, was später Michigan werden sollte, war britisches Territorium und wurde erst 1783 den Vereinigten Staaten überlassen. Zu jener Zeit war das Gebiet allerdings Eigentum der Ureinwohner. Die Mehrheit davon konnte durch Abtretung, Nötigung oder auf anderen Wegen gewonnen werden. Bevor Michigan durch amerikanische Siedlern besiedelt wurde, lebten dort die Ottawa, die Potawatomi, die Anishinabe und die Wyandot. Die Verträge für die Abtretung des Landes wurden zwischen 1795 (der Vertrag von Greenville) und 1842 (der Vertrag von La Pointe) unterzeichnet. Andere bedeutende Verträge waren der Vertrag von Gouverneur Hull aus dem Jahre 1808, der Vertrag von Saginaw von 1819, die zwei Verträge von Chicago aus den Jahren 1821 und 1833, die Carey Mission von 1828 und der Vertrag von Washington von 1836 sowie der spätere Vertrag vom 4. Januar 1837.

## Gebietsunterteilungen
Wayne County, Michigan war ursprünglich ein Teil des riesigen Nordwest-Territoriums, das schließlich in seine gegenwärtige Größe durch Abtrennung von verschiedenen Teilen gestaltet wurde: Monroe 1817, Michilimackinac County, Michigan (wurde später Mackinac genannt und sieben weitere Male unterteilt) und Macomb County 1818, St. Clair County und St. Joseph County 1820 und Washtenaw County 1822. (Das Chippewa County wurde 1826 aus dem Mackinac geschaffen, sowie vier weitere Counties in Michigan, wobei andere Teile an Minnesota gingen.) Die erste geschaffene Gemeinde war die von Detroit im Wayne County 1802.
Ferner wurde 1818 das Showano County, Michigan geschaffen und später zum Crawford County umbenannt, wobei dieses ursprünglich viel von dem bedeckte, was heute zu Minnesota gehört. Im nachfolgenden Jahr wurde das Oakland County geschaffen, das später unterteilt oder Teil des Genesee, Lapeer, Sanilac, Shiawassee und Saginaw wurde. Saginaw wurde dann weiter unterteilt und zwar in acht separate Counties, von denen drei, Isabella, Arenac und Midland, während der Territorialzeit geschaffen wurden. Das Lenawee County wurde 1822 aus dem, was früher Indianerland gewesen war, geschaffen. Sieben Jahre später wurde das Hillsdale County von diesem abgetrennt. Andere Teile von Lenawee wurden zu Cass und Berrien. Branch wurde 1829 vollständig aus dem Michigan-Territorium geschaffen. Das Kalamazoo County wurde 1829 aus dem St. Joseph County geschaffen, wobei der überwiegende Teil im West Michigan lag und in viele andere Counties unterteilt wurde: Allegan, Barry, Calhoun, Eaton, Ionia, Montcalm, Kent, Ottawa und Clinton (einige wurden während der Territorialzeit geschaffen, andere später). Jackson und Ingham wurden 1829 aus Washtenaw geschaffen. Isabella wurde 1831 aus Teilen von Saginaw und Midland geschaffen. Das Gratiot County wurde im selben Jahr aus Teilen von Saginaw und Clinton geschaffen. Sieben der 12 Counties, die 1829 geschaffen wurden, waren nach den Kabinettsmitgliedern von Präsident Andrew Jackson und eines nach Jackson selbst benannt. Das Iowa County, der später Teil des Staates Wisconsin wurde, wurde ebenfalls 1831 geschaffen und war Teil von dem, was später zu Michigan als Keweenaw in der „Oberen Halbinsel“ zurückkam. Das Brown County, das 1818 im Michigan-Territorium geschaffen wurde, war eine sehr große Fläche, die viel des heutigen Wisconsin bedeckte. Westlich des Mississippi Rivers und südlich von Rock Island, wurden 1834 die Dubuque und Des Moines Counties im Michigan-Territorium geschaffen, die 1836 an das Wisconsin-Territorium übergingen. Diese Gebiete wurde später Teil von Iowa. Das Milwaukee County wurde 1834 geschaffen und ging 1836 an Wisconsin über.

## Territorialbevölkerung
Diese Volkszählungen schließen die meisten amerikanischen Ureinwohner nicht mit ein, da sie in der US-Verfassung als Indians not taxed definiert waren (Artikel 1, Absatz 2). Im ganzen Nordwest-Territorium waren 1800 43.365 Einwohner ansässig. Unter der Northwest Ordinance konnte das Territorium nur die Eigenstaatlichkeit bekommen, wenn die Einwohneranzahl die 60.000 überstieg.
| Jahr | Bevölkerung |
| ---- | ----------- |
| 1810 | 4.762       |
| 1820 | 8.896       |
| 1830 | 31.639      |
| 1834 | 87.273      |
| 1840 | 212.267     |

## Territoriale Ämter

### Gouverneure
| Gouverneur       | Amtszeit                          |
| ---------------- | --------------------------------- |
| William Hull     | 1. März 1805 – 29. Oktober 1813   |
| Lewis Cass       | 29. Oktober 1813 – 6. August 1831 |
| George B. Porter | 6. August 1831 – 6. Juli 1835     |
| Stevens T. Mason | 6. Juli 1835 – 15. September 1835 |
| John S. Horner   | 15. September 1835 – 3. Juli 1836 |

### Secretaries
| Secretary          | Amtszeit                           |
| ------------------ | ---------------------------------- |
| Stanley Griswold   | 1. März 1805 – 18. März 1808       |
| Reuben Atwater     | 18. March 1808 – 15. Oktober 1814  |
| William Woodbridge | 15. Oktober 1814 – 15. Januar 1828 |
| James Witherell    | 15. Januar 1828 – 20. Mai 1830     |
| John T. Mason      | 20. Mai 1830 – 12. Juli 1831       |
| Stevens T. Mason   | 12. Juli 1831 – 15. September 1835 |
| John S. Horner     | 15. September 1835 – 3. Juli 1836  |

### Supreme Court
Von 1805 bis 1823 wurden die Territorial Supreme Court Justices durch den Präsidenten ernannt, welcher dann vom US-Senat bestätigt wurden. Ihre Amtszeiten waren nicht begrenzt. 1823 verabschiedete der US-Kongress ein Gesetz zu Bildung einer territorialen Regierung und setzte eine vierjährige Amtszeit für Richter fest.
| Supreme Court Justices | Dienstzeit                          |
| ---------------------- | ----------------------------------- |
| Augustus B. Woodward   | 2. März 1805 – 1. Februar 1824      |
| Frederick Bates        | 3. März 1805 – November 1808        |
| John Griffin           | 23. Dezember 1805 – 1. Februar 1824 |
| James Witherell        | 23. April 1808 – 15. Januar 1828    |
| Solomon Sibley         | 2. Februar 1824 – 17. Juli 1836     |
| John Hunt              | 20. Februar 1824 – 15. Juni 1827    |
| Henry C. Chipman       | 18. Juli 1817 – 25. April 1832      |
| William Woodbridge     | 15. Januar 1828 – 25. April 1832    |
| Ross Wilkins           | 26. April 1832 – 17. Juli 1836      |
| George Morrell         | 26. April 1832 – 17. Juli 1843      |

### Kongressdelegierte
1819 wurde dem Michigan-Territorium die Vollmacht gegeben einen Kongressdelegierten zu wählen.
| Delegierter        | Dienstzeit | Partei   |
| ------------------ | ---------- | -------- |
| William Woodbridge | 1819–1820  | Whig     |
| Solomon Sibley     | 1820–1823  |          |
| Gabriel Richard    | 1823–1825  |          |
| Austin Eli Wing    | 1825–1829  |          |
| John Biddle        | 1829–1831  |          |
| Austin Eli Wing    | 1831–1833  |          |
| Lucius Lyon        | 1833–1835  | Demokrat |
| George W. Jones    | 1835–1837  | Demokrat |